# 穆勒山
66°55′S 55°32′E / 66.917°S 55.533°E
穆勒山是南極洲的山峰，位於恩德比地，處於愛德華八世灣以西41公里，毗鄰斯托雷古特山東面，該山峰根據澳大利亞探險隊的空中照片被繪入地圖。